# Пљеваљска гимназија
Пљеваљска гимназија „Танасије Пејатовић“ је најстарија гимназија у историјско географcкој области Старе Херцеговине и Старе Србије или хришћанске нахије Бобовци, Дробњаци, Језера и Шаранци . 
Оснивање Српске гимназије у Пљевљима 1901. године представља историјски податак просвјетног и културног живота не само у Пљевљима и пљеваљском крају,него и у цијелом Потарју и Полимљу. Прије оснивања пљеваљске Гимназије радиле су три српске гимназије у Османском царству - Скопљу,Солуну и Цариграду. Њени оснивачи били су Краљевина Србија, Рашко-призренска митроплија и Српска православна црквено-школска општина у Пљевљима. Главни циљ је био да се оснивањем гимназије у Пљевљима створи јако културно и просјветно средиште које би послужило образовању српске интелигенције и истовремено био противтежа поличтико - пропагандном и културном утицају Аустроугарске из Босне и Херцеговине али и из самих Пљеваља из аустроугарског гарнизона на Доловима.
Идеју о оснивању гимназије 1898. године изнио је игуман манастира Света Тројица Василије Поповић: „Ми смо на прагу пропасти, писао је он, ако се овде у Пљевљима не отвори гимназија и трговачка школа, а тако и учитељи основних школа ако се не буду најљубазније са свима понашали... Пљевља су врата аустријске пропаганде, похитајмо да врата подупремо“.

## Историја
Почела је са радом 18. новембра 1901. године,и имала је само први разред. Од школске 1920-1921. год. постепено се отварају виши разреди тако да је, школске 1924-1925. год. постала потпуна осморазредна гимназија. Први директор био је сарадник Јована Цвијића, угледни професор и научник Танасије Пејатовић, чије име носи ова установа. Наставни језик је, као и другим школама тог времена био српски језик, а учили су се друштвене и природне науке,историја, друштвена и физичка географија, антропологија и етнографија.

## Период Османског царства
- 1901 - год. 18 новембра почела са радом - званичан назив Српска Гимназија у Пљевљима.

### Списак директора Српске гимназије у Пљевљима за време турске власти
- Танасије Пејатовић (1901–1903)
- Илија Лалевић (1903–1906)
- Ђорђе Пејановић заступник директора школске (1905/6–1906/7)
- Петар Косовић (1907–1911)
- Александар Марић (1911–1912)[1]

## Период после Балканских ратова
- 1913 - год. Прелази у надлежност Краљевине Црне Горе, званичан назив Краљевска црногорска државна гимназија.

## Период после Првог свјетског рата
- 1919 - год. 29 марта прелази у надлежност Министарства просвјете Краљевине СХС.

## Период после 1919 год.
- 1922 - год. Кореспонденција просветних питања везана за Ужичку област - Ужице.
- 1929 - год. Кореспонденција просветних питања везана за Зетску бановину - Цетиње.

## Период после Другог свјетског рата
- 1944 - год. настављен редован рад.
- 1945 - год. 8 априла прешла у надлежност Министарства просвјете Црне Горе.
- 1968 - год. званичан назив - Танасије Пејатовић.
- 1977 - год.у оквиру реформе школства Социјалистичке Федеративне Републике Југославије (тзв. „усмјерено образовање“ Стипе Шуварa) гимназија се интегршие са школским центром за стручно образовање, и добија статус центра за континуирано образовање.
- 1978 - год. званичан назив Трећа пролетерска Санџачка.
- 1991 - год. враћа се гимназијски план и програм.
- 1991 - год. враћа се назив - Танасије Пејатовић.

## Зграда
Према концепту Милетa, дозвола за рад издата је на име Црквено школске општине Пљевља, и огромна школска зграда подигнута је у Милету, у подножју брда Голубиња.
Прва зграда Пљеваљска гимназије, изгорела је у пожару 1904. године. Изградња нове зграде,почела 1905. године уз дозволу пљеваљског начелника, Сулејман Хаки-паше. Настава у новоизграђеној згради почела је 18. новембра 1907. године. Саграђена у стилу академизма са јасно наглашеним класицистичким елементима у богатој спољној и унутрашњој пластичној декорацији. Зграда представља најбољи примјерак прве најмодерније школске архитектуре са почетка двадесетог вијека по својим конструктивним, функционалним и стилским одликама.

## Садашња зграда гимназије
Садашња зграда гимназије Танасије Пејатовић је зграда изграђена за потребе основне школе у Пљевљима 1936 године. По коначном ослобођењу Пљеваља 20новембра 1944 године, одмах се приступило припремама за почетак рада средњих школа, првенствено гимназије. 
Паралелено са стварањем услова за обнову и почетак рада гимназије, вршене су интезивне припреме за почетак рада стручне школе. Тако је школске 1955/1956 године гимназија отпочела са радом у згради у којој се и данас налази.

## Атанасије Танасије Пејатовић
Атанасије Танасије Пејатовић (Пљевља 21.01.1875 - Пљевља 05.05.1905) је био ученик Јована Цвијића, историјско географски истраживач старе Рашке, професор и први директор српске гимназије у Пљевљима, од 1901-1905. године. Свој животни вијек је прерано завршио умро је у 29. години.

## Педагошки колектив после Другог свјетског рата
- У групи старијих, искуснијих професора, који ће у Гимназији остати до краја свог радног вијека, ишколовати више од четрдесет генерација. Својим угледом и великим ауторитетом, посебно су се истицали професори Миливоје Кандић, Момчило Полексић, Илија Лопушина, Драгослава Леовац и многи други.

## Бивши ђаци
Традицију добре школе градили су угледни професори,али и све генерације ђака Пљеваљске гимназије, међу којима су и многи, академици и врхунски стручњаци у разним областима науке и умјетности.